# المكاريب (صنعاء)

تعديل مصدري - تعديل

المكاريب هي إحدى قرى عزلة شاكر بمديرية أرحب التابعة لمحافظة صنعاء، بلغ تعداد سكانها 1745 نسمة حسب تعداد اليمن لعام 2004.